# Macropodiformes
Los macropodiformes (Macropodiformes) son un suborden de marsupiales diprotodontos. Los canguros, walabíes, betongs y canguros rata pertenecen a este suborden.

## Clasificación
- Familia Hypsiprymnodontidae
  - Género Hypsiprymnodon
    - Hypsiprymnodon moschatus (Canguro rata almizclera)

  - Género †Ekaltadeta
  - Género †Jackmahoneyi
  - Género †Propleopus
- Familia Potoroidae
  - Género †Wakiewakie
  - Género †Purtia
  - Género ?†Palaeopotorous
  - SubFamilia †Bulungamayinae
    - Género †Wabularoo
      - †Wabularoo hilarus
      - †Wabularoo naughtoni

    - Género †Bulungamaya

  - SubFamilia Potoroinae
    - Género Aepyprymnus
      - Aepyprymnus rufescens

    - Género Bettongia
      - Bettongia gaimardi
      - Bettongia lesueur (Canguro rata de Lesueur)
      - Bettongia penicillata
      - Bettongia tropica
      - †Bettongia moyesi

    - Género Caloprymnus
      - Caloprymnus campestris (Canguro rata del desierto)

    - Género Potorous
      - Potorous longipes
      - †Potorous platyops
      - Potorous tridactylus
      - Potorous gilbertii

    - Género †Gumardee
      - †Gumardee pascuali

    - Género †Milliyowi
      - †Milliyowi bunganditj

- Familia Macropodidae: Canguros, walabíes y similares
  - Género †Watutia
  - Género †Dorcopsoides
  - Género †Kurrabi
  - Subfamilia †Bulungamayinae
    - Género †Ganguroo

  - Subfamilia Lagostrophinae[2]
    - Género Lagostrophus (ualabíes)
    - Lagostrophus fasciatus
    - Género †Tjukuru[3]
    - Género †Troposodon

  - Subfamilia †Sthenurinae
    - Género †Sthenurus
    - Género †Procoptodon
    - Género †Hadronomas
    - Género †Eosthenurus

  - Subfamilia †Balbarinae
    - Género †Nambaroo
    - Género †Wururoo
    - Género †Ganawamaya
    - Género †Balbaroo
    - Género †Silvaroo

  - Subfamilia Macropodinae
    - Género †Prionotemnus
    - Género †Congruus
    - Género †Baringa
    - Género †Bohra
    - Género †Synaptodon
    - Género †Fissuridon
    - Género †Protemnodon
    - Género Dendrolagus (Canguros arborícolas)
      - Dendrolagus bennettianus
      - Dendrolagus matschiei
      - Dendrolagus goodfellowi
      - Dendrolagus inustus
      - Dendrolagus dorianus
      - Dendrolagus mbaiso
      - Dendrolagus ursinus
      - Dendrolagus pulcherrimus
      - Dendrolagus scottae

    - Género Dorcopsis (dorcopsis)
      - Dorcopsis atrata
      - Dorcopsis hageni
      - Dorcopsis luctuosa
      - Dorcopsis muelleri

    - Género Dorcopsulus (dorcopsis)
      - Dorcopsulus macleayi
      - Dorcopsulus vaheurni

    - Género Lagorchestes (Canguros liebre)
      - †Lagorchestes asomatus
      - Lagorchestes conspicillatus
      - Lagorchestes hirsutus
      - †Lagorchestes leporides

    - Género Macropus (ualabíes, canguros y ualarúes)
      - Macropus agilis
      - Macropus antilopinus
      - Macropus bernardus
      - Macropus dorsalis
      - Macropus eugenii
      - Macropus fuliginosus
      - Macropus giganteus
      - †Macropus greyi
      - Macropus irma
      - Macropus parma
      - Macropus parryi
      - Macropus robustus
      - Macropus rufogriseus
      - Macropus rufus

    - Género Onychogalea (ualabíes de rabo pelado)
      - Onychogalea fraenata
      - †Onychogalea lunata
      - Onychogalea unguifera

    - Género Petrogale (ualabíes rupestres)
      - Petrogale brachyotis
      - Petrogale burbidgei
      - Petrogale concinna
      - Petrogale persephone
      - Petrogale rothschildi
      - Petrogale xanthopus
      - Petrogale assimilis
      - Petrogale coenensis
      - Petrogale godmani
      - Petrogale herberti
      - Petrogale inornata
      - Petrogale lateralis
      - Petrogale mareeba
      - Petrogale penicillata
      - Petrogale purpureicollis
      - Petrogale sharmani

    - Género Setonix
      - Setonix brachyurus

    - Género Thylogale (pademelones)
      - Thylogale billardierii
      - Thylogale browni
      - Thylogale brunii
      - Thylogale stigmatica

    - Género Wallabia
      - Wallabia bicolor